# Tagmem
Tagmem – najmniejsza, niepodzielna część zdania (na przykład podmiot, orzeczenie).
Termin ten został wprowadzony do syntaktyki przez Leonarda Bloomfielda.